# Clos du Soleil
Le Clos du Soleil (en néerlandais: Zonnegaarde) est une impasse bruxelloise de la commune de Woluwe-Saint-Pierre qui débute rue François Gay sur une longueur totale de 100 mètres.

## Historique et description
Petite rue en cul-de-sac située en bordure du jardin des Franciscains, anciennement parc Monsanto. On pénètre dans le clos du Soleil en franchissant un petit porche implanté dans la rue François Gay, dessiné par l'architecte Raymond Decorte en 1959. Le clos ne comporte que deux bâtiments à peu près contemporains du porche.

### Inventaire régional des biens remarquables
Aucune maison de ce clos n'est répertorié à l'inventaire du patrimoine architectural de Bruxelles